# Єршнік
Єршнік (рум. Ierșnic) — село у повіті Тіміш в Румунії. Входить до складу комуни Охаба-Лунге.
Село розташоване на відстані 358 км на північний захід від Бухареста, 61 км на схід від Тімішоари.

## Населення
За даними перепису населення 2002 року у селі проживали 220 осіб.
Національний склад населення села:
| Національність | Кількість осіб | Відсоток |
| -------------- | -------------- | -------- |
| румуни         | 204            | 92,7%    |
| угорці         | 7              | 3,2%     |
| українці       | 7              | 3,2%     |

Рідною мовою назвали:
| Мова       | Кількість осіб | Відсоток |
| ---------- | -------------- | -------- |
| румунська  | 204            | 92,7%    |
| угорська   | 7              | 3,2%     |
| українська | 7              | 3,2%     |